# Da'an (fleuve)
Pour les articles homonymes, voir Da'an (homonymie).
Le fleuve Da'an (chinois traditionnel : 大安溪 ; pinyin : Dà'ān Xī) est un cours d'eau du nord-ouest de l'île de Taïwan, en Asie de l'Est.

## Géographie
Le fleuve Da'an est un cours d'eau de Taïwan qui prend sa source au mont Dabajian (en) (3 488 m),. Il s'étend sur un bassin versant d'une superficie de 758 km2 dans le Nord-Ouest de la municipalité spéciale de Taichung et le Sud du comté de Miaoli. Son cours principal, long de 95,8 km, se termine à Taichung, où les eaux du fleuve se mêlent à celles du détroit de Taïwan.

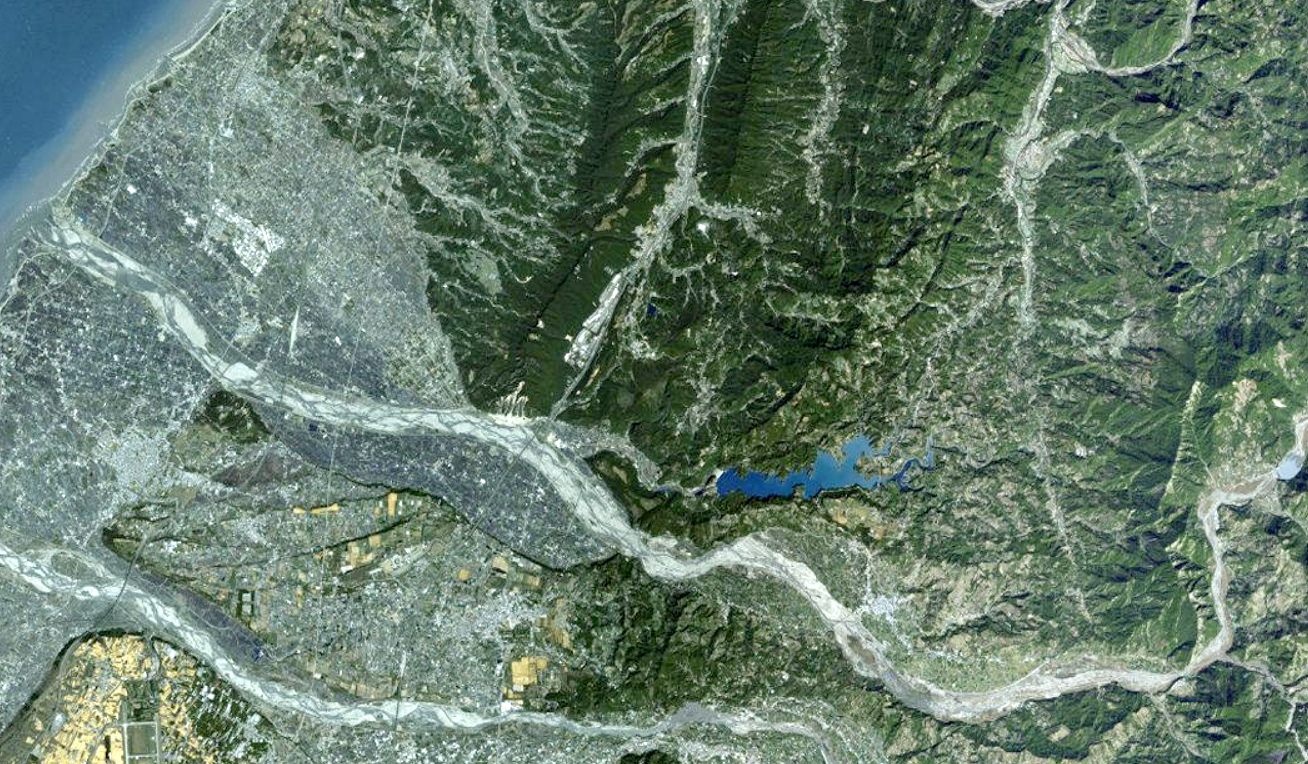
Le fleuve Da'an dans le Sud du comté de Miaoli.
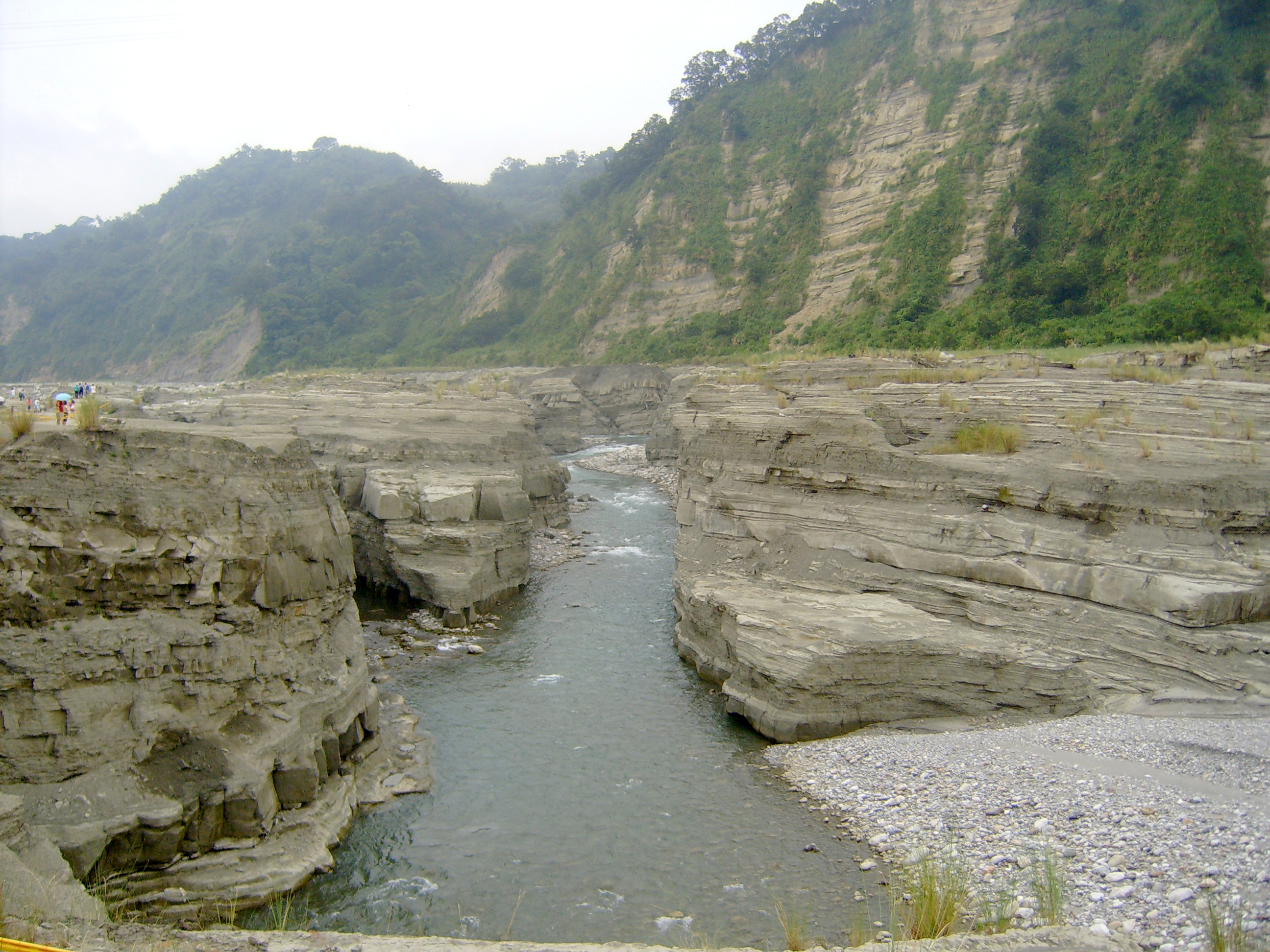
Le grand Canyon formé par le séisme de 1999 à Chichi.